# قرار مجلس الأمن التابع للأمم المتحدة رقم 721
قرار مجلس الأمن التابع للأمم المتحدة رقم 721، المعتمد بالإجماع في 27 نوفمبر 1991، بعد أن أعاد المجلس تأكيد القرار 713 (1991) بشأن الحالة في جمهورية يوغوسلافيا الاتحادية الاشتراكية، أيد بقوة جهود الأمين العام خافيير بيريز دي كوييار ومبعوثه الشخصي للمساعدة في إنهاء القتال في أجزاء من البلد، على أمل إنشاء بعثة لحفظ السلام.
بيد أن المجلس لاحظ أن نشر بعثة لحفظ السلام لا يمكن أن يتم بدون أن تشارك الأطراف ب شكل كامل في اتفاقات وقف إطلاق النار الموقعة. وأشار القرار أيضا إلى أن المجلس سينظر في توصيات الأمين العام، بما في ذلك التوصية بإنشاء بعثة محتملة لحفظ السلام في البلد.

## وصلات خارجية
- نص القرار في undocs.org